# مجزرة تشوشكا
مذبحة تشوشكا ((بالألبانية: Masakra e Qyshkut)‏، (بالصربية: Масакр у Ћушкој)‏) هي مذبحة حدثت في 14 مايو 1999 أثناء حرب كوسوفو، قُتل خلالها 41 مدنياً من ألبان كوسوفو تتراوح أعمارهم بين 19 و 69 سنة، على أيدي قوات الأمن الصربية والجيش اليوغوسلافي والفصائل شبه العسكرية. في 13 مارس 2010، أعلن المدعي العام لمحكمة جرائم الحرب الصربية أنه تم اعتقال تسعة رجال لدورهم في المجزرة، وذكر أن ما مجموعه 26 رجلا يخضعون للتحقيق بتهم القتل والسرقة في تشوشكا.

## خلفية
تشوشكا هي قرية قريبة من مدينة بيخا. كانت القرية تضُم 200 منزل وحوالي 2000 نسمة، معظمهم من الألبان. في الصباح الباكر من يوم 14 مايو 1999، نزلت قوات الأمن الصربية إلى قرية تشوشكا الصغيرة. وبمجرد أن تم فصل النساء والأطفال عن الرجال، سُرقت الممتلكات الخاصة للسكان، وتم إتلاف أوراق الهوية الخاصة بهم. ثم قسمت القوات الرجال إلى ثلاث مجموعات من حوالي عشرة أشخاص واقتيدوا إلى ثلاثة منازل منفصلة، وهناك تم إعدامُهم بأسلحة آلية. ثم أُضرمت النيران في كل منزل، وقد نجا رجل واحد في كل من البيوت الثلاثة.
الدافع لمذبحة تشوشكا لا يزال غير واضح. أغيم تشيكو كان قائدا في جيش تحرير كوسوفو وكان أصله من هذه القرية، وقُتل والده الذي كان يقيم هناك أيضا. لكن العديد من القوات الصربية ذكروا أن وفاته لم تكن الهدف الأساسي للهجوم.

## المحاكمة
في 13 مارس 2010، اعتقلت النيابة العامة بجرائم الحرب الصربية تسعة أعضاء من قُوات تنظيم «ابن آوى» شبه العسكري.
في 20 يناير 2012، حكمت محكمة جزئية في ستوكهولم عاصمة السويد على ميليت مارتينوفيتش، وهو شرطي صربي سابق، بالسجن مدى الحياة لدوره في المذبحة. وقالت محكمة ستوكهولم المحلية إن مارتينوفيتش، الذي اعتقل في السويد في أبريل 2010، حكم عليه بارتكاب جرائم ضد الإنسانية، بما في ذلك القتل ومحاولة القتل والحرق العمد.